# 2MASS J01262109+1428057
2MASS J01262109+1428057 ist ein Brauner Zwerg im Sternbild Fische. Er wurde 2008 von Stanimir A. Metchev et al. entdeckt. Er gehört der Spektralklasse L2±2 an.